# Jean-Baptiste Janssens
Jean-Baptiste Janssens (Malinas; 22 de diciembre de 1889 – Roma, Italia; 5 de octubre de 1964) fue un sacerdote jesuita belga y 27.º prepósito general de la Compañía entre 1946 y 1964.

## Biografía
Brillante estudiante de filosofía y filología clásica en la universidad de Bruselas, el 23 de septiembre de 1907 entró en el noviciado jesuita de Drongen, en Gante, y en septiembre de 1909 hizo sus votos simples y perpetuos.
Continuó sus estudios filosóficos en Lovaina, donde obtuvo un doctorado en jurisprudencia: entre 1921 y 1923 estudió en la Pontificia Universidad Gregoriana de Roma, donde se licenció en derecho canónico.
A partir de 1923 fue profesor de derecho canónico en el Collegium Maximum de Lovaina, donde también fue elegido rector el 17 de agosto de 1925; el 15 de agosto de 1935 fue nombrado maestro del tercer año de libertad condicional, y en 1938 fue elegido padre provincial de Bélgica septentrional.
En 1939 visitó las misiones jesuitas en el Zaire, entonces colonia belga: en 1945 escondió en su residencia de Bruselas a un grupo de niños judíos, que más tarde le valió el título de Justo entre las Naciones.
En 1942, murió el polaco Włodzimierz Ledóchowski, 26° de superior general de la orden: la furia de la guerra impidió la celebración de la asamblea general que debe elegir a su sucesor, por lo que la Compañía de Jesús fue dirigida durante tres años por el vicario Norbert de Boynes. La XXIX Congregación General se reunió después del final del conflicto mundial, entre el 6 de septiembre y el 23 de octubre de 1946, y fue elegido como el 27.° superior general el padre Jean-Baptiste Janssens.